# Tournefortia brenesii
Tournefortia brenesii là loài thực vật có hoa trong họ Mồ hôi. Loài này được Standl. miêu tả khoa học đầu tiên năm 1938.